# Lophocampa ronda
Lophocampa ronda är en fjärilsart som beskrevs av Jones 1908. Lophocampa ronda ingår i släktet Lophocampa och familjen björnspinnare. Inga underarter finns listade i Catalogue of Life.